# Усталев, Кузьма
Кузьма́ Уста́лев (Устале́ев; ок. 1610 Кужендей — ок. 1675) — мордовский землевладелец.

## Биография
Родился около 1610 года в деревне Кужендей Ирженского стана в мордовской семье. В 1658 году крестился и получил православное имя «Кузьма», использовавшееся до этого мордовское имя неизвестно. Вероятно, Кузьма хотел использовать принятие православия как аргумент в земельном споре со своим братом Ченбасом, поскольку вскоре после крещения он обратился к своему крёстному отцу служивому человеку Лаврентию Лукьяновичу Симанскому с просьбой помочь отобрать «белую» (безоброчную) землю у своего брата, оставшегося язычником. Усталев с Симанским отправились в Москву, чтобы ходатайствовать перед царём Алексеем Михайловичем и патриархом Никоном о передаче спорной земли Кузьме за принятие православной веры. В конечном итоге решение властней оказалось в пользу Кузьмы, но это не принесло ему выгоды, поскольку на поездку в Москву от занял у Симанского 60  рублей под залог спорной земли, так что в конечном итоге ему пришлось стать арендатором Симанского, платить с полученной земли оброк, а родовой надел перестал существовать. Эта история легла в основу рассказа Георгия Шторма «Земля мордвина Усталева», опубликованного в 1935 году.